# 馬斯登山
67°52′S 66°3′E / 67.867°S 66.050°E
馬斯登山（英語：Mount Marsden）是南極洲的山峰，位於麥克羅伯特森地，處於里韋特山西南面6公里，屬於古斯塔夫布爾山的一部分，海拔高度600米，現時由南極條約體系管理。